# Kotli (Buzet)
 Kotli   (olaszul: Cottole) falu Horvátországban, Isztria megyében. Közigazgatásilag Buzethez tartozik.

## Fekvése
Az Isztriai-félsziget északi részének közepén, Pazintól 20 km-re északkeletre, községközpontjától 7 km-re délkeletre, a Mirna folyó mellett fekszik.

## Története
A falunak 1857-ben 93, 1910-ben 119 lakosa volt. Egykor sok iparos élt a településen. Pezsgő élet folyt itt, a nagyobb településektől való távolsága és csekély megközelíthetősége miatt azonban a második világháborút követően elnéptelenedett. 2011-ben mindössze 1 lakosa volt.

## Lakosság
| Lakosság változása | Lakosság változása | Lakosság változása | Lakosság változása | Lakosság változása | Lakosság változása | Lakosság változása | Lakosság változása | Lakosság változása | Lakosság változása | Lakosság változása | Lakosság változása | Lakosság változása | Lakosság változása | Lakosság változása | Lakosság változása |
| ------------------ | ------------------ | ------------------ | ------------------ | ------------------ | ------------------ | ------------------ | ------------------ | ------------------ | ------------------ | ------------------ | ------------------ | ------------------ | ------------------ | ------------------ | ------------------ |
| 1857               | 1869               | 1880               | 1890               | 1900               | 1910               | 1921               | 1931               | 1948               | 1953               | 1961               | 1971               | 1981               | 1991               | 2001               | 2011               |
| 93                 | 101                | 100                | 110                | 101                | 119                | 0                  | 0                  | 96                 | 94                 | 45                 | 14                 | 6                  | 0                  | 1                  | 1                  |

## Nevezetességei
- A Mirna folyónak ez a szakasza különösen látványos amint szűk medrében vízesésekkel tör át a sziklás hegyeken.
- A falu a nagyobb településektől való távolsága és csekély megközelíthetősége miatt máig megőrizte a 19. század végi faluképet, népi építészeti emlékeit, kőből és fából épített házait. Ennek példái a malmok, melyek közül az egyik már romos állapotú, de a másikat 2002-ben felújították. A malmok egészen 1964-ig használatban voltak, 1994-ben környékükkel együtt a kulturális örökség részévé nyilvánították.[4]